# Igreja de São Miguel (Gante)
Igreja de São Miguel (holandês: Sint-Michielskerk) é uma igreja católica romana em Gante, na Bélgica, construída em estilo gótico. Ela tem uma rica decoração interior.

## História
Documentos de 1105 testemunham a existência no local de uma capela dedicada a São Miguel, que era subordinada a outra paróquia. O edifício foi por duas vezes destruído por um incêndio no início do século XII, sendo reconstruído. A partir de 1147, o local foi reconhecido como independente da igreja paroquial.
A construção da atual igreja gótica foi provavelmente iniciada em 1440, e ocorreu em duas fases, separadas por um intervalo longo. Durante a primeira fase, entre os séculos XV e XVI, a parte ocidental do edifício foi construída, incluindo a torre, a nave e o transepto. Estes foram concluídos em 1528. A construção da torre ocidental continuou e em 1566 dois níveis da torre foram concluídos. Em seguida, devido a conflitos religiosos, não apenas a construção parou, mas ocorreu uma pilhagem. Parte da igreja foi destruída por calvinistas em 1578, e em 1579 o antigo coro foi demolido.
A reconstrução da igreja só começou em 1623. O arquiteto local Lieven Cruyl fez um projeto para a inacabada torre ocidental em 1662. O projeto previu uma torre de 134 metros de altura em estilo gótico brabantino, mas não foi implementado. Como resultado destes atrasos e preocupações com o custo, a torre nunca foi concluída. Só em 1828 que um telhado plano foi construído sobre a torre inacabada.
A sacristia no nordeste da igreja foi construída em estilo barroco entre 1650 e 1651.

## Descrição
O exterior da igreja foi inteiramente construído com arenito de Bruxelas e Lede. A igreja tem um rico interior neo-gótico, incluindo um altar e um púlpito. Existem várias estátuas do século XVIII, incluindo de Santo Livinus por Laurent Delvaux, uma estátua de madeira de São Sebastião por J. Franciscus Allaert, oito estátuas de mármore de alguns santos e uma cópia da Madonna de Bruges de Michelangelo por Rombaut Pauwels.

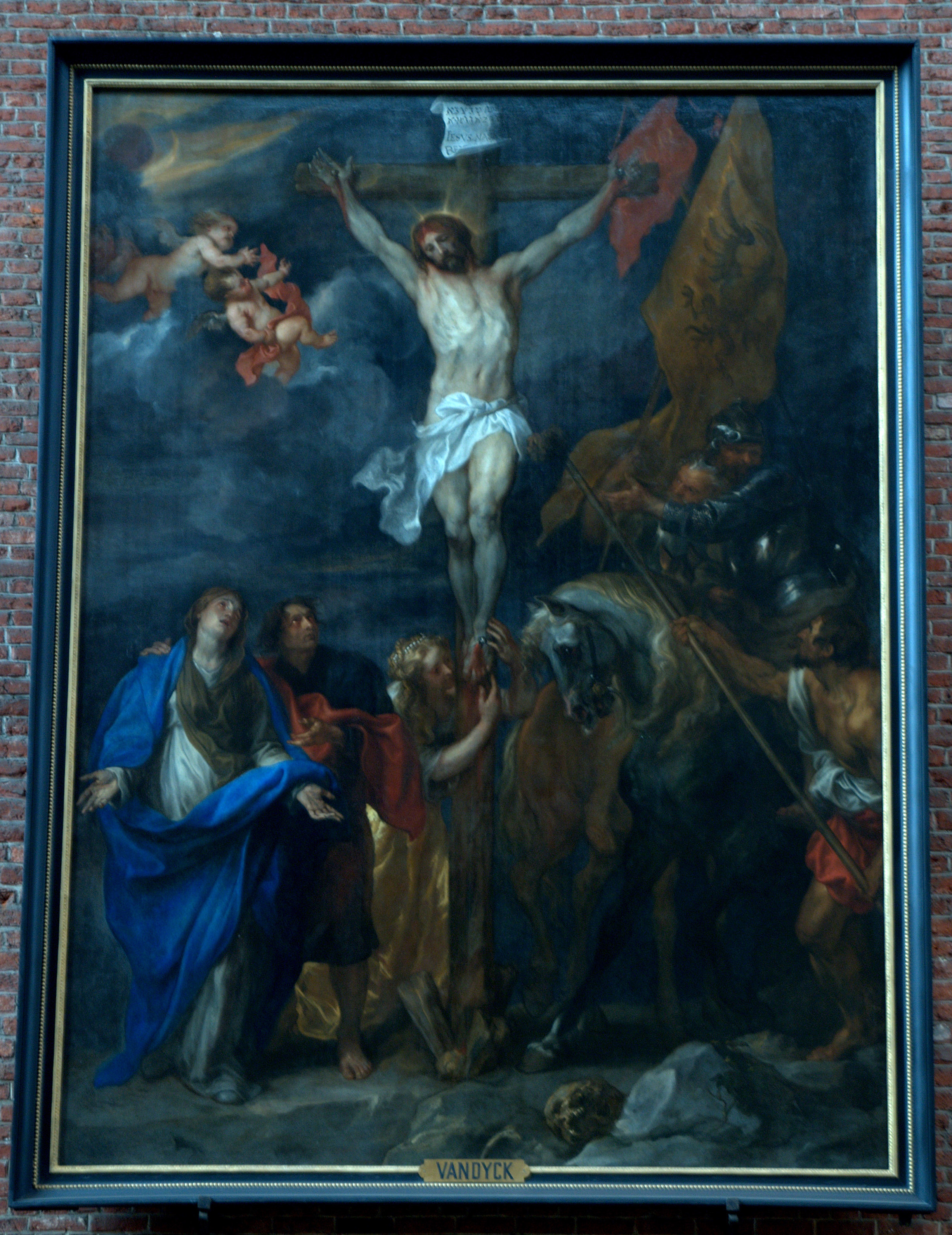
Cristo morrendo na Cruz por Anthony van Dyck
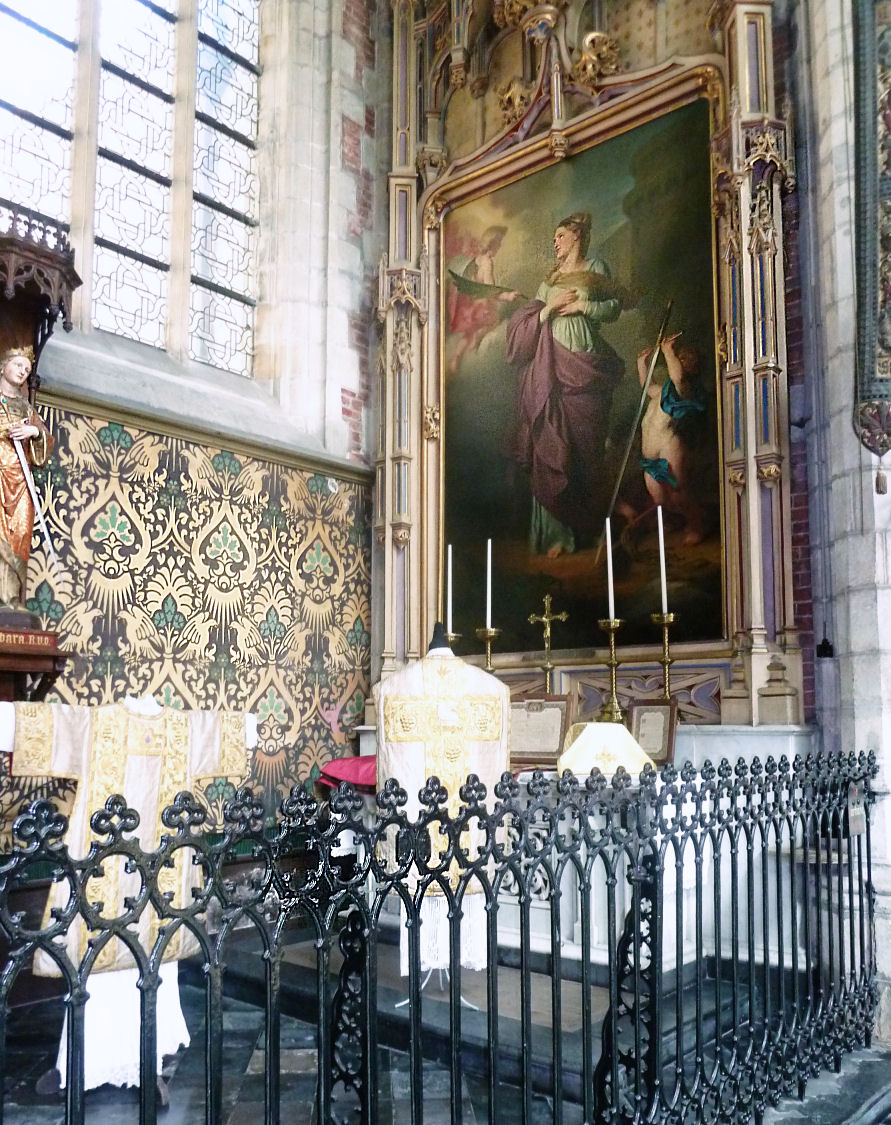
Capela de Santa Bárbara

A igreja contém muitas pinturas barrocas, incluindo Cristo Morrendo na Cruz por Anthony van Dyck, a Ressurreição de Lázaro por Otto Venius e pinturas por Gaspar de Crayer, Philippe de Champaigne, Karel van Mander, Jan Boeckhorst, Antoine van den Heuvel, Theodoor van Thulden e outros.
Há confessionários de estilos de vários períodos, incluindo um confessionário barroco do século XVII por Francisco Cruyt, com estátuas esculpidas por Michiel van der Voort.

### Órgão
O órgão remonta a 1817, construído pelo construtor de órgãos De Volder. O estilo da frente é totalmente feito em estilo gótico revival. Em 1951, o instrumento foi remodelado e expandido pelo construtor de órgãos Anneessens. O órgão tem 47 pontos em três manuais e um pedal.